# Myrmeleontidae
Pour la créature chimérique possédant la tête d’un lion et le corps d’une fourmi, voir Mermecolion.
Famille
Les Myrmeleontidae forment une famille d'insectes névroptères dont les représentants sont généralement appelés fourmilions ou fourmis-lions. L'aspect de l'adulte rappelle les libellules. Certaines espèces sont connues pour le piège en forme de cône inversé que leur larve creuse dans la terre meuble, afin de capturer les petites proies (notamment des fourmis) qui tombent dans ce trou. Selon une révision de 2004, un peu plus de 1 500 espèces actuelles sont reconnues.

## Caractères communs aux espèces
Les fourmilions présentent un long abdomen et des ailes étroites repliées en toit au-dessus de celui-ci au repos. Ils ont des antennes courtes en massue. Ce sont des insectes crépusculaires ou nocturnes au vol lent.
Ils sont en général prédateurs et s'attaquent à des insectes plus petits, mais certaines espèces se nourrissent de pollen. Ils fréquentent des biotopes chauds et secs. On en rencontre une quarantaine d'espèces en Europe, essentiellement dans les régions méditerranéennes.
Les larves de certaines espèces vivent à la base d'entonnoirs qu'elles creusent dans les sols sablonneux, et projettent du sable sur leurs proies pour les y faire tomber. La larve saisie alors sa proie dans ses puissantes mandibules, lui injecte des enzymes pour la pré-digérer avant d'aspirer son contenu et de rejeter l'exosquelette vide de la victime.  
Chez d'autres espèces les larves vivent dans la litière ou s'enterrent et chassent au sol.
Chez certaines espèces tropicales, les ailes peuvent atteindre 10 à 12 centimètres, les ailes postérieures sont disproportionnellement allongées et s'évasent aux extrémités, évoquant des raquettes.

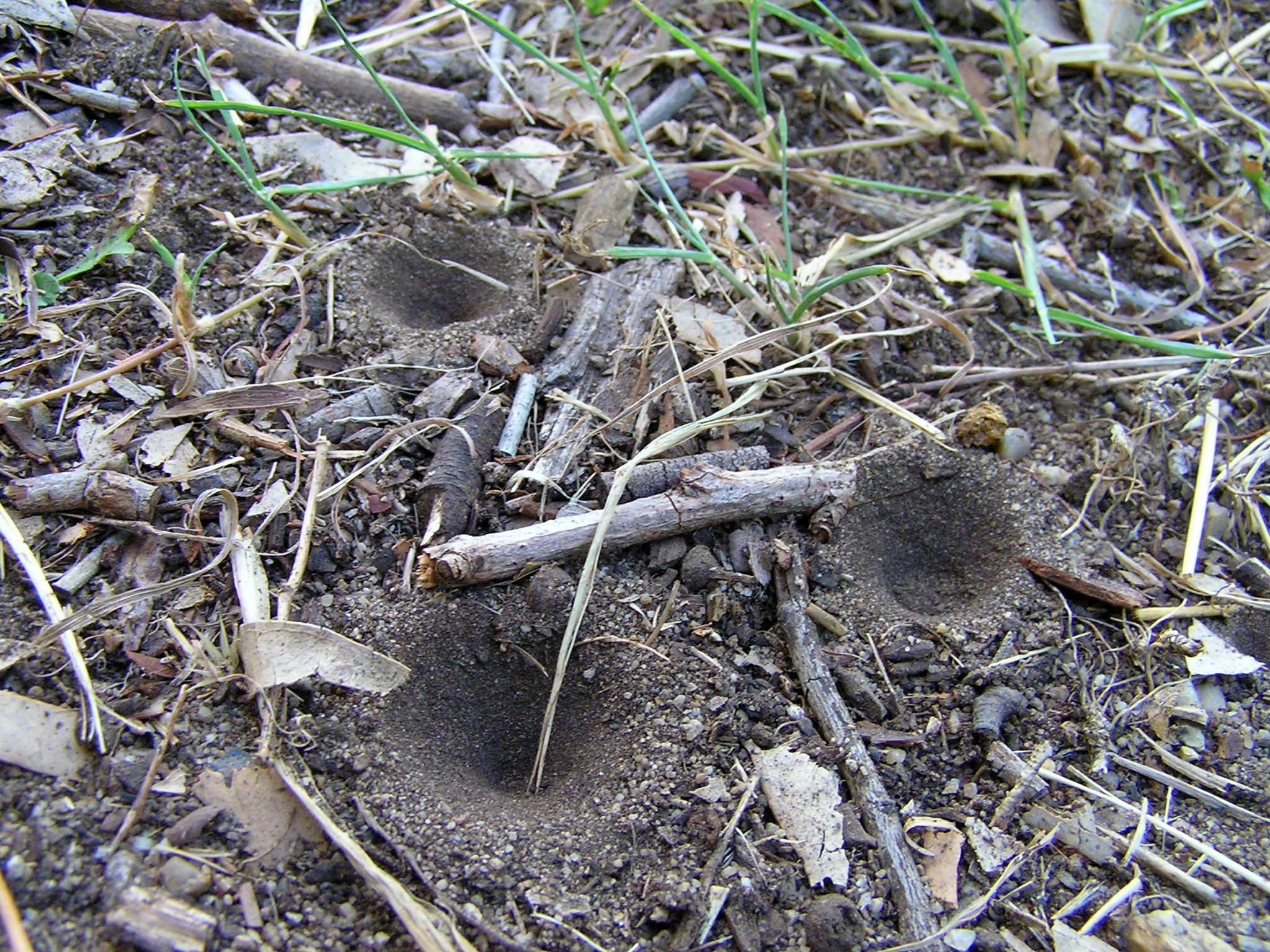
Pièges en entonnoir de larves de fourmilion
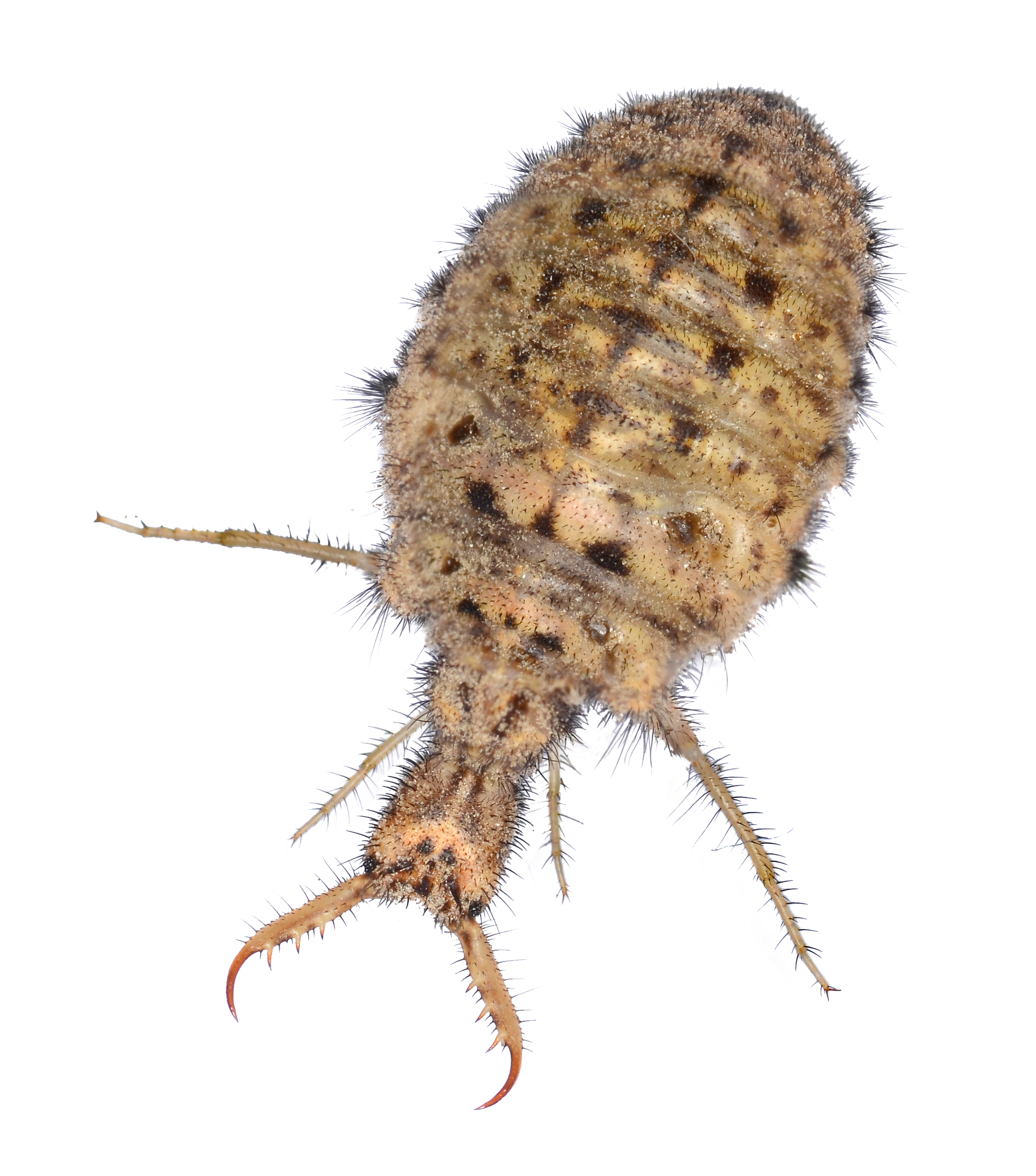
Larve de fourmilion commun
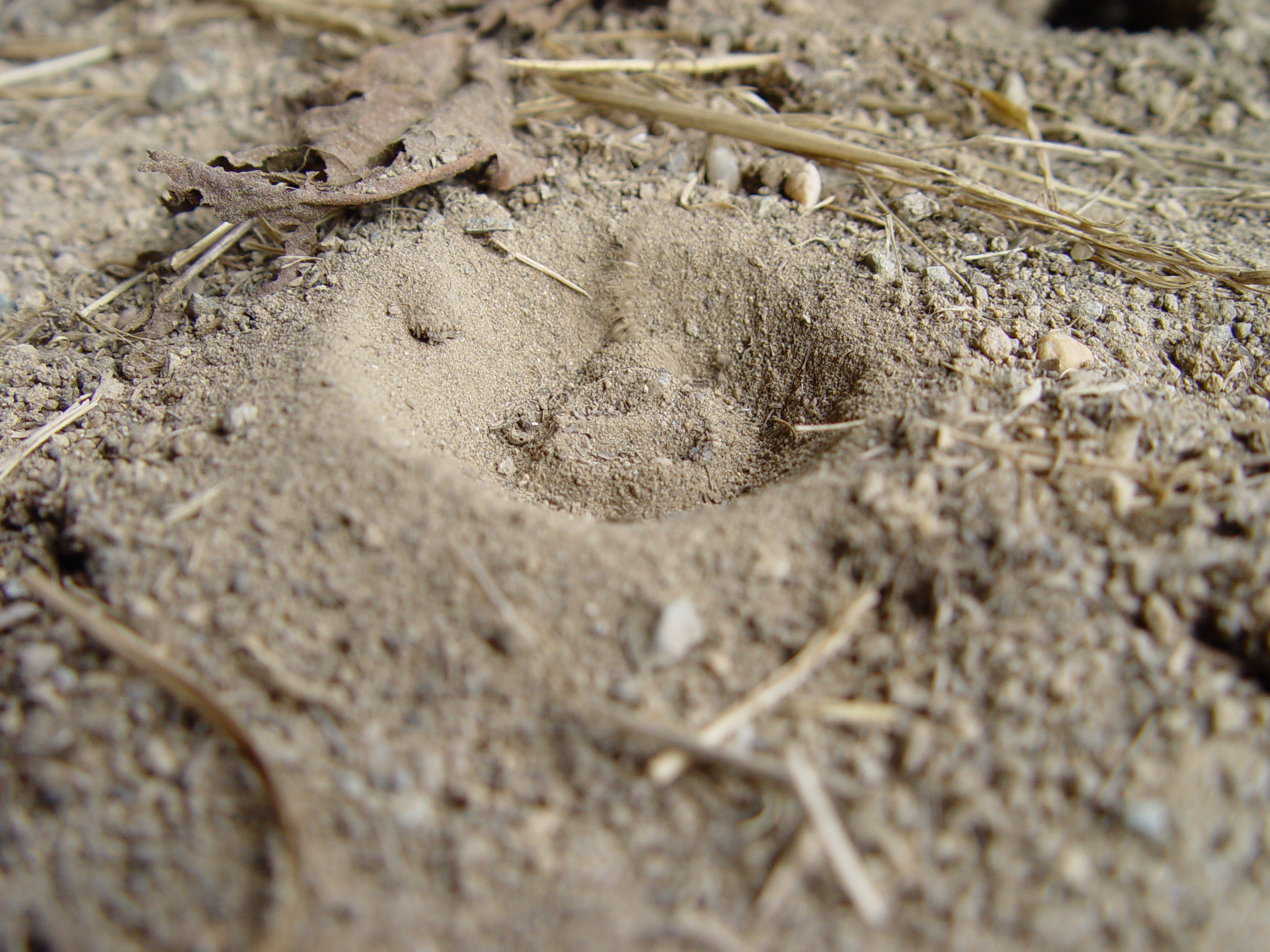
Larve creusant son entonnoir
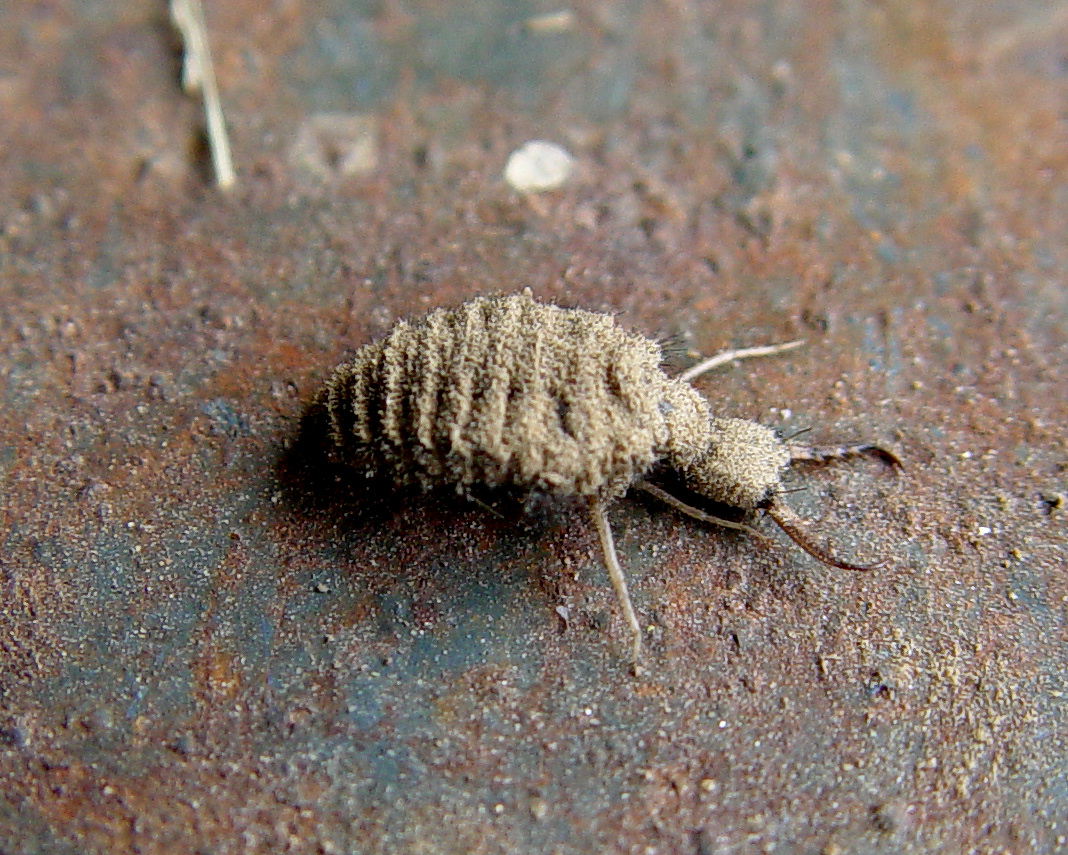
Larve se déplaçant

## Systématique
La classification de niveau supérieur de la famille des Myrmeleontidae fait encore récemment débat, des auteurs proposant différentes divisions taxonomiques au niveau des sous-familles, tribus et sous-tribus. Par exemple, en 2004, Stange reconnait trois sous-familles, Stilbopteryginae, Palparinae et Myrmeleontinae, avec 14 tribus et 191 genres alors que Krivokhatsky, divise la famille en 12 sous-familles (Palparinae, Pseudimarinae, Stilbopteryginae, Dimarinae, Echthromyrmicinae, Dendroleontinae, Nemoleontinae, Glenurinae, Myrmecaelurinae, Acanthaclisinae, Brachynemurinae et Myrmeleontinae) avec 23 tribus.

### Liste des sous-familles
Selon BioLib (18 décembre 2020), ITIS (18 décembre 2020) et NCBI (18 décembre 2020) :
- Myrmeleontinae Latreille, 1802
- Palparinae Banks, 1911
- Stilbopteryginae Newman, 1853

### Liste des genres
Selon BioLib (18 décembre 2020) :
- genre Abatoleon Banks, 1924
- genre Acanthaclisis Rambur, 1842
- genre Acanthoplectron Esben-Petersen, 1918
- genre Acratoleon Banks, 1915
- genre Aeropteryx Riek, 1968
- genre Afghanoleon Hölzel, 1972
- genre Ameromyia Banks, 1913
- genre Annulares Mansell, 2004
- genre Anomaloplectron Esben-Petersen, 1919
- genre Antennoleon New, 1985
- genre Araucaleon Banks, 1939
- genre Arcuaplectron New, 1985
- genre Aspoeckiana Holzel, 1969
- genre Austrogymnocnemia Esben-Petersen, 1917
- genre Bandidus Navás, 1914
- genre Bankisus Navás, 1912
- genre Banyutus Navás, 1912
- genre Bordus Navás, 1936
- genre Brachyleon Tillyard, 1916
- genre Brachynemurus Hagen, 1889
- genre Brachyplectron Esben-Petersen, 1925
- genre Brasileon Miller, Stange, 1989
- genre Callistoleon Banks, 1910
- genre Campestretus Navás, 1933
- genre Centroclisis Navás, 1909
- genre Ceratoleon Esben-Petersen, 1917
- genre Chrysoleon Banks, 1910
- genre Compsoleon Banks, 1913
- genre Congoleon Navás, 1936
- genre Cosina Navás, 1912
- genre Crambomorphus McLachlan, 1867
- genre Creoleon Tillyard, 1918
- genre Csiroleon New, 1985
- genre Cuca Navás, 1923
- genre Cueta Navás, 1911
- genre Cymothales Gerstaecker, 1894
- genre Delfimeus Navás, 1912
- genre Dendroleon Brauer, 1866
- genre Deutoleon Navás, 1927
- genre Dimarella Banks, 1913
- genre Dimares Hagen, 1866
- genre Distoleon Banks, 1910
- genre Distoplectron Banks, 1943
- genre Doblina Navás, 1927
- genre Echthromyrmex McLachlan, 1867
- genre Elachyleon Esben-Petersen, 1927
- genre Enza Navás, 1912
- genre Eophanes Banks, 1931
- genre Epacanthaclisis Okamoto, 1910
- genre Episalus Gerstaecker, 1884
- genre Eremoleon Banks, 1901
- genre Escura Navás, 1914
- genre Euroleon Esben-Petersen, 1918
- genre Fadrina Navás, 1912
- genre Feina Navás, 1931
- genre Feinerus Navás, 1919
- genre Fenestroleon New, 1985
- genre Formicaleo Müller, 1764
- genre Franzenia Esben-Petersen, 1929
- genre Froggattisca Esben-Petersen, 1915
- genre Fusoleon New, 1985
- genre Ganguilus Navás, 1912
- genre Gatzara Navás, 1915
- genre Gepella Hölzel, 1968
- genre Gepus Navás, 1912
- genre Geyria Esben-Petersen, 1920
- genre Glenoleon Banks, 1913
- genre Glenurus Hagen, 1866
- genre Gnopholeon Stange, 1970
- genre Golafrus Navás, 1912
- genre Goniocercus Insom & Carfi, 1989
- genre Graonus Navás, 1922
- genre Gymnocnemia Schneider, 1845
- genre Gymnoleon Banks, 1911
- genre Hagenomyia Banks, 1911
- genre Heoclisis Navás, 1923
- genre Hyloleon Navás, 1929
- genre Indoclystus Banks, 1941
- genre Indopalpares Insom & Carfi, 1988
- genre Indophanes Banks, 1940
- genre Iranoleon Hölzel, 1968
- genre Jaya Navás, 1912
- genre Klapalekus Navás, 1912
- genre Lachlathetes Navás, 1926
- genre Layahima Navás, 1912
- genre Lemolemus Navás, 1911
- genre Lopezus Navás, 1913
- genre Macroleon Banks, 1909
- genre Macronemurus A. Costa, 1855
- genre Madrastra Navás, 1912
- genre Maracanda McLachlan in Fedtscheako, 1875
- genre Maracandula Currie, 1901
- genre Megistopus Rambur, 1842
- genre Menkeleon Stange, 1970
- genre Mesonemurus Navás, 1920
- genre Mestressa Navás, 1914
- genre Millerleon Stange, 1989
- genre Mjobergia Esben-Petersen, 1918
- genre Mongoleon Hölzel, 1970
- genre Mossega Navás, 1914
- genre Myrmecaelurus A. Costa, 1855
- genre Myrmeleodes Navás, 1912
- genre Myrmeleon Linnaeus, 1767
- genre Nannoleon Esben-Petersen, 1925
- genre Nasma Navás, 1930
- genre Navasoleon Banks, 1943
- genre Nedroledon Navás, 1914
- genre Negretus Navás, 1912
- genre Neleinus Navás, 1915
- genre Neleoma Navás, 1914
- genre Neleon Navás, 1915
- genre Nemoleon Navás, 1909
- genre Nepsalus Navás, 1914
- genre Neuroleon Navás, 1909
- genre Nezuela Navás, 1934
- genre Nicarinus Navás, 1914
- genre Noaleon Holzel, 1972
- genre Nohoveus Navás, 1919
- genre Nomes Navás, 1914
- genre Nophis Navás, 1912
- genre Nosa Navás, 1911
- genre Nuglerus Navás, 1912
- genre Obus Navás, 1912
- genre Palparellus Navás, 1912
- genre Palpares Rambur, 1842
- genre Palparidius Péringuey, 1910
- genre Pamema Navás, 1913
- genre Pamexis Hagen, 1866
- genre Paranthaclisis Banks, 1907
- genre Parapalpares Insom & Carfi, 1989
- genre Parvoleon New, 1985
- genre Periclystus Gerstaecker, 1888
- genre Phanoclisis Banks, 1913
- genre Phanoleon Banks, 1931
- genre Platyleon Esben-Petersen, 1923
- genre Porrerus Navás, 1913
- genre Protoplectron Gerstaecker, 1885
- genre Psammoleon Banks, 1899
- genre Pseudimares Kimmins, 1933
- genre Pseudoformicaleo van der Weele, 1909
- genre Pseudopalpares Insom & Carfi, 1989
- genre Quinemurus Kimmins, 1943
- genre Riekoleon New, 1985
- genre Solter Navás, 1912
- genre Stenares Hagen, 1866
- genre Stenogymnocnemia Esben-Petersen, 1923
- genre Stenoleon Tillyard, 1916
- genre Stilbopteryx Newman, 1838
- genre Stiphroneura Gerstaecker, 1885
- genre Synclisis Rambur, 1842
- genre Syngenes Kolbe, 1897
- genre Tafanerus Navás, 1921
- genre Tomatarella Kimmins, 1952
- genre Tomatares Hagen, 1866
- genre Trichocercus Insom & Carri, 1989
- genre Tricholeon Esben-Petersen, 1925
- genre Tyttholeon Adams, 1957
- genre Valignanus Navás, 1913
- genre Vella Navás, 1913
- genre Vellassa Navás, 1924
- genre Voltor Navás, 1935
- genre Weeleus Navás, 1912
- genre Weelius
- genre Xantholeon Tillyard, 1916

Selon Paleobiology Database (18 décembre 2020) :
- genre Amoea
- genre Ascalaphus
- genre Ascaloptynx
- genre Borgia
- genre Cratoscalapha
- genre Neadelphus
- genre Prosuhpalacsa
- genre Ricartus
- genre Ululodes

## Galerie

Imagos
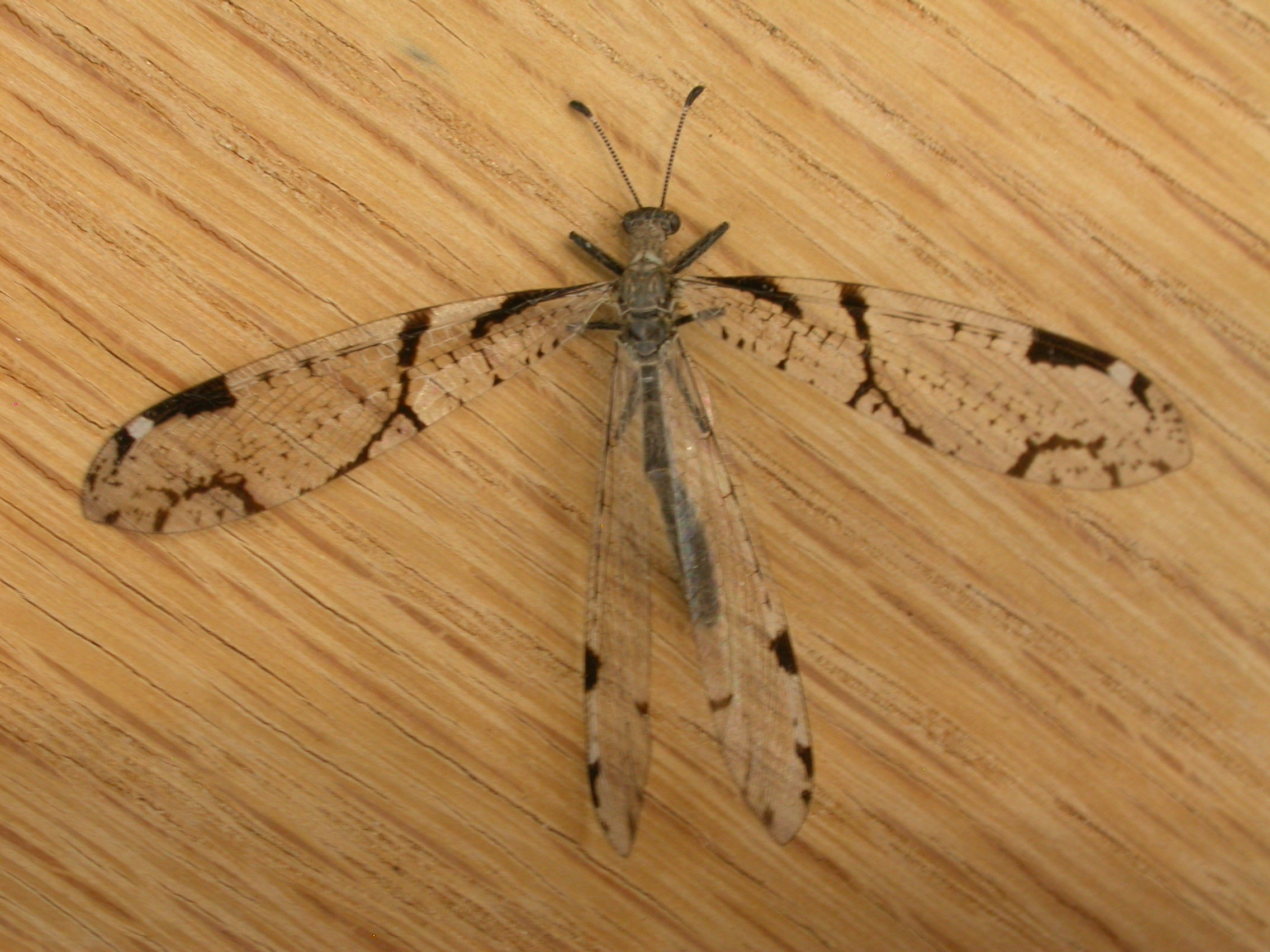
Dendroleon amabilis
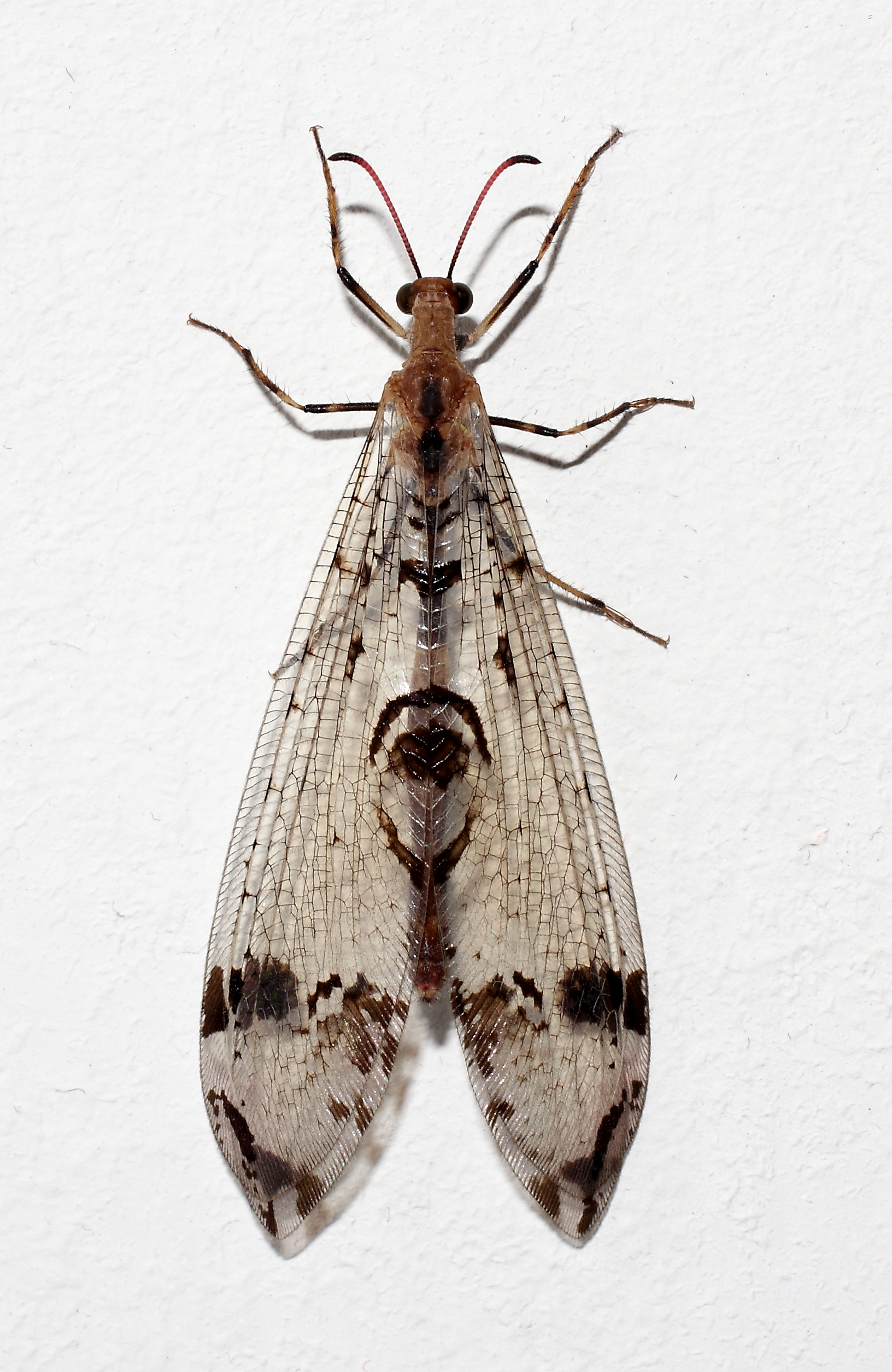
Dendroleon pantherinus
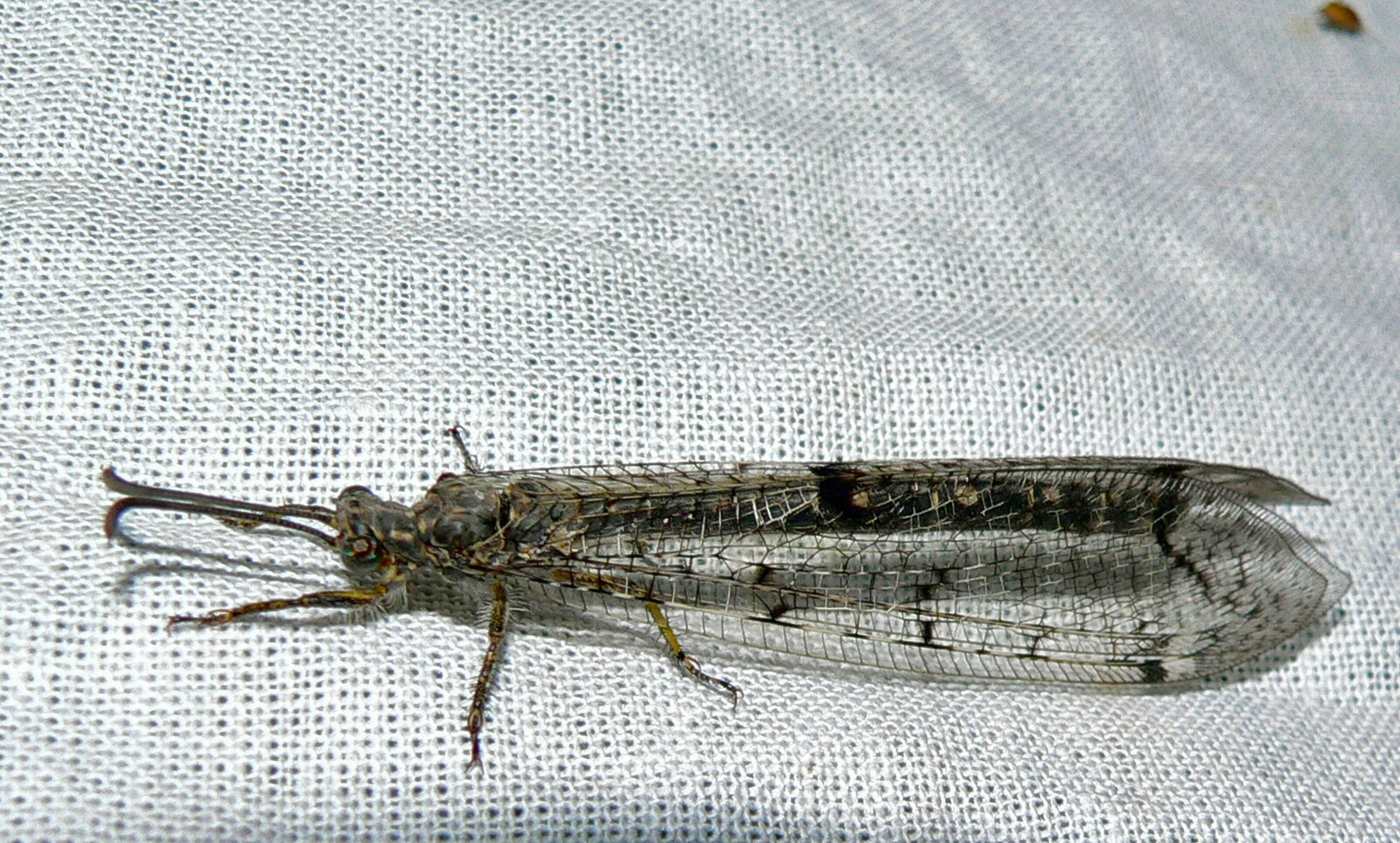
Distoleon tetragrammicus
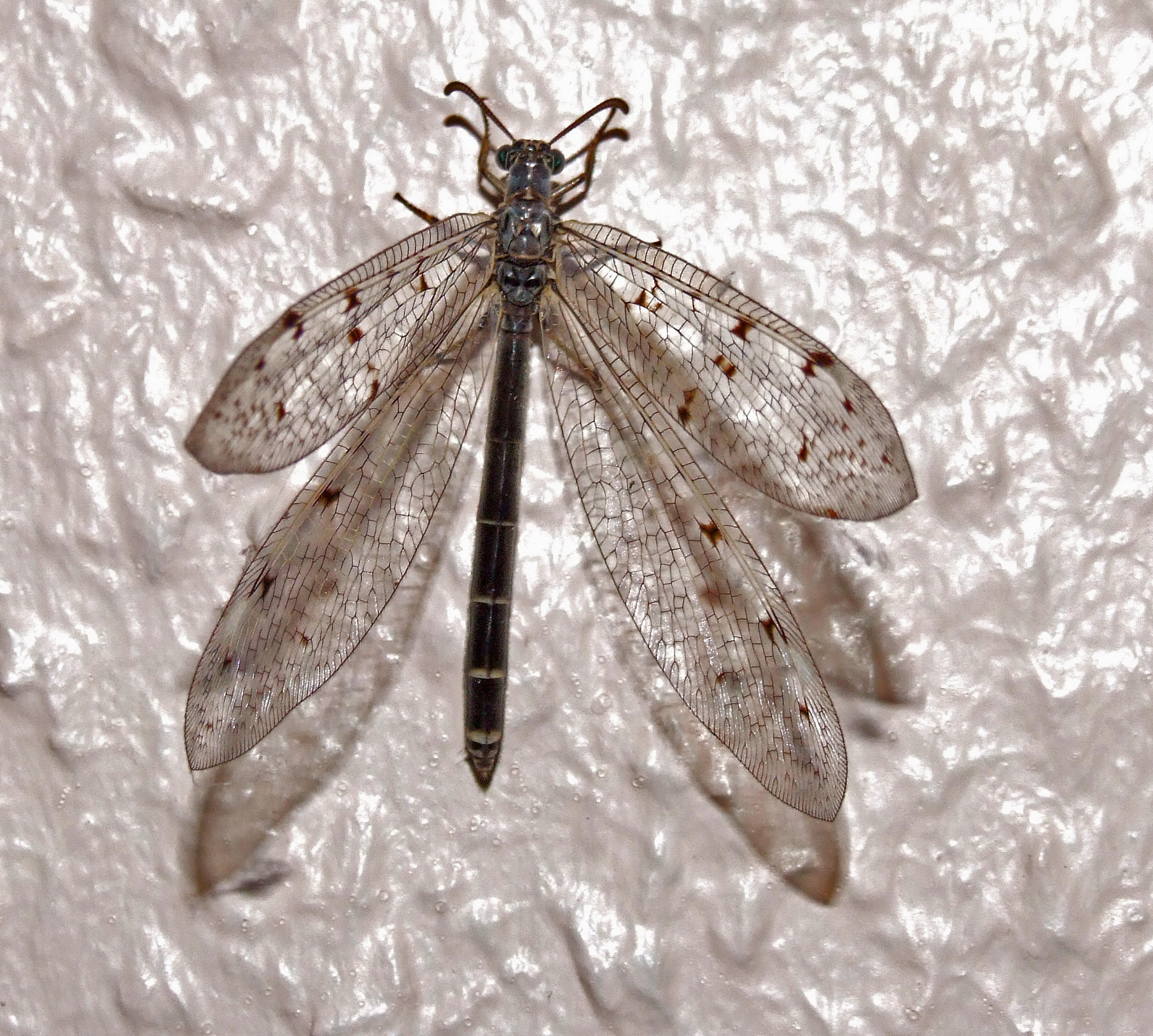
Euroleon nostras
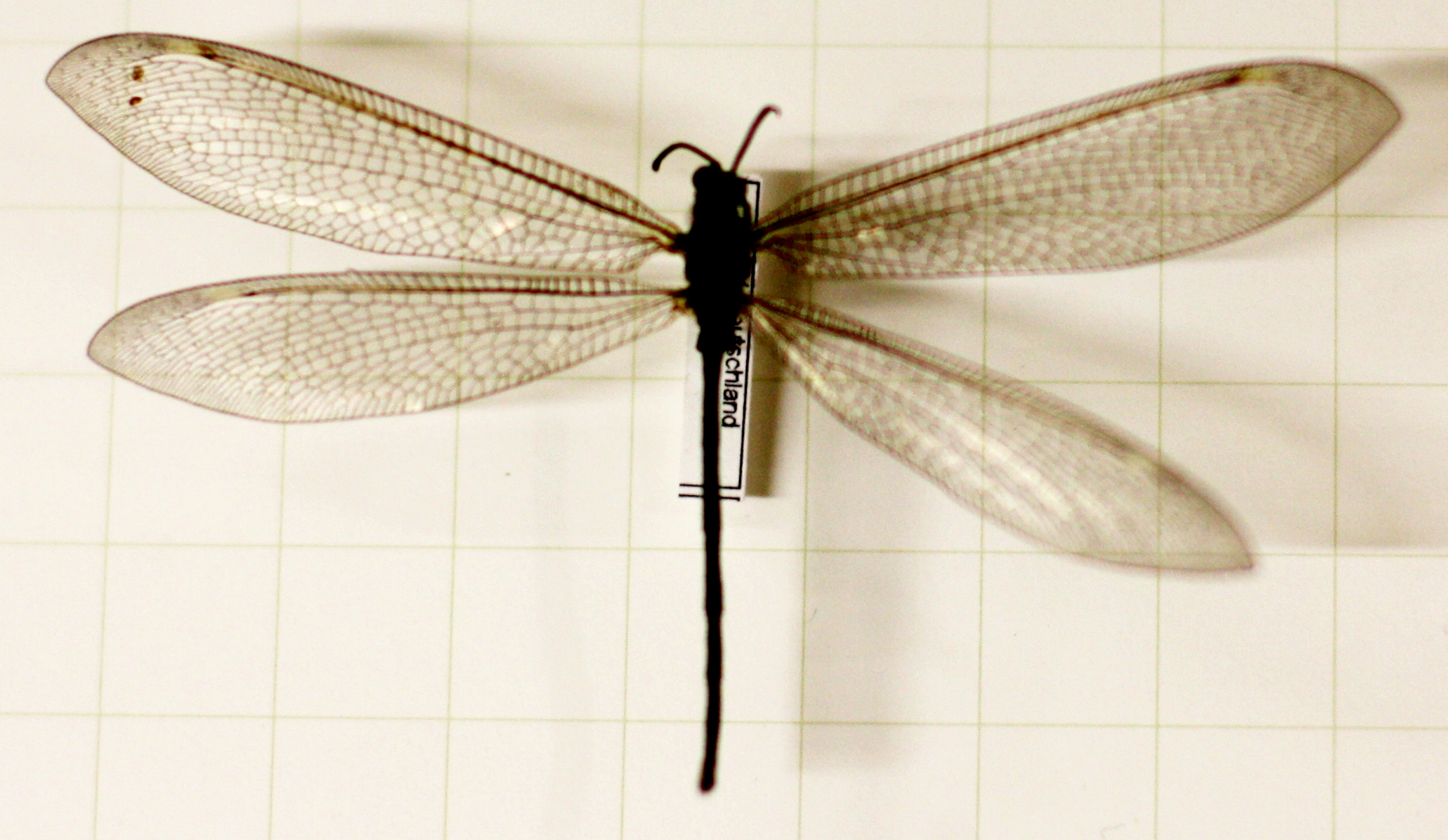
Myrmeleon formicarius
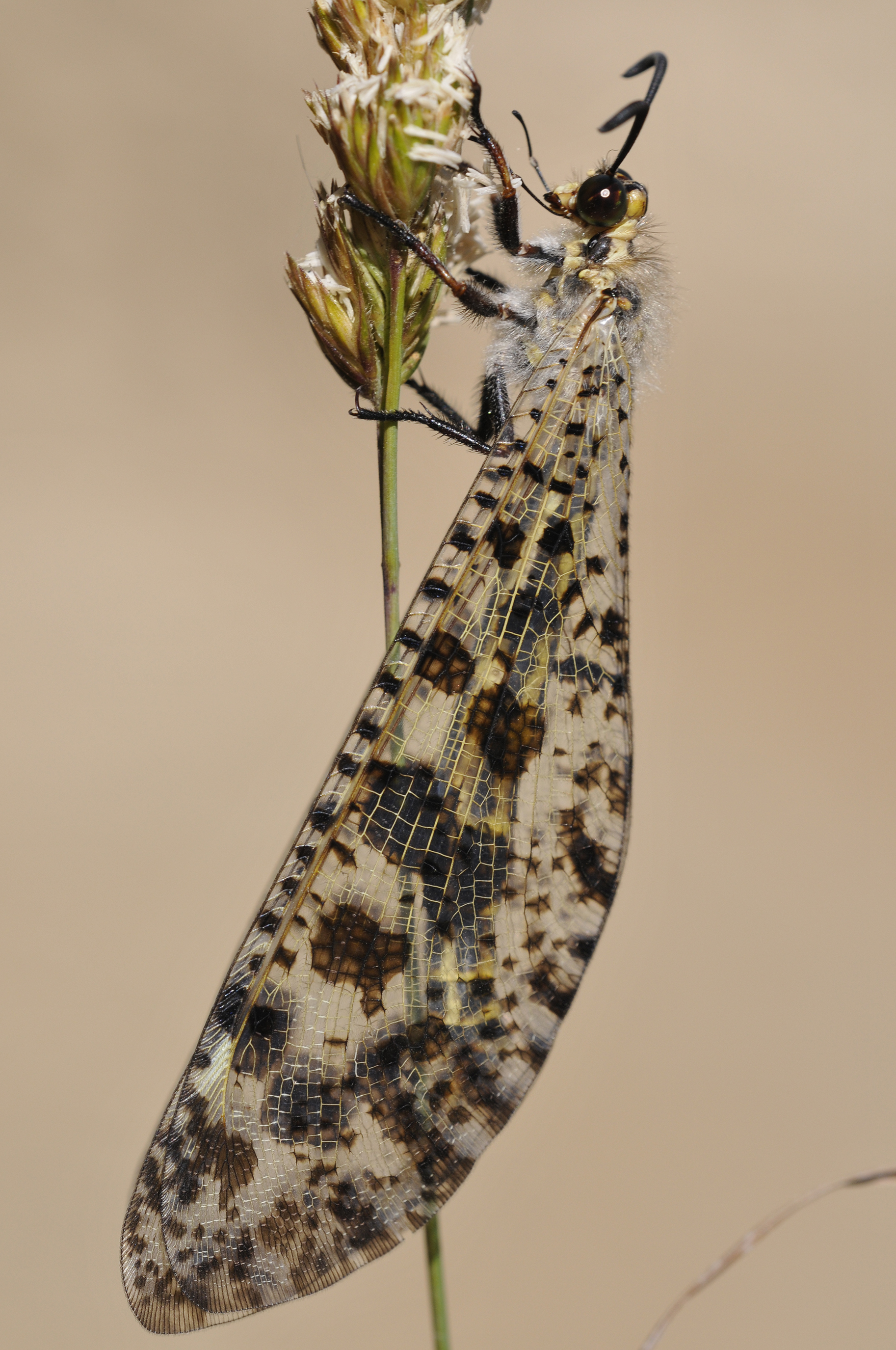
Palpares libelluloides
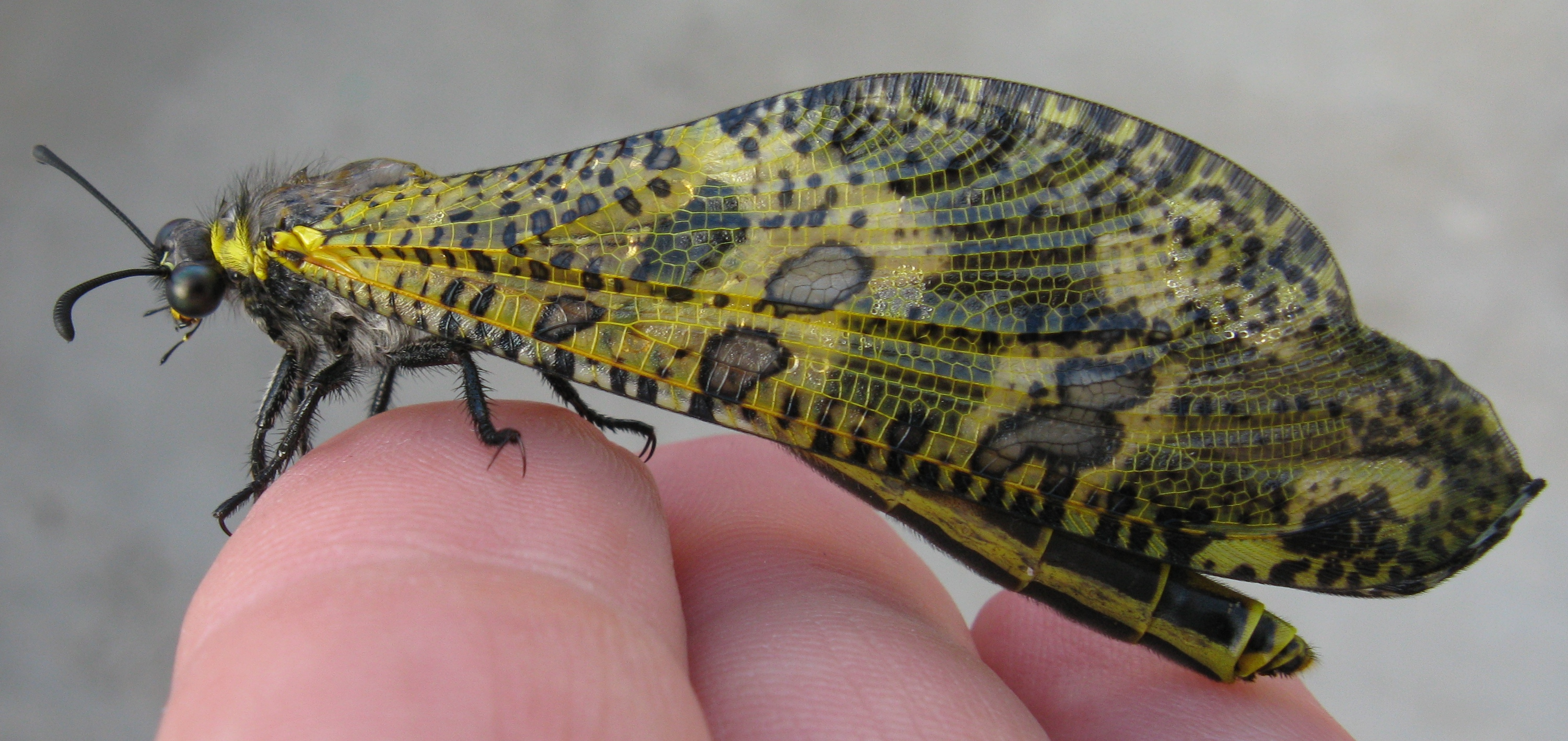
Palpares speciosus
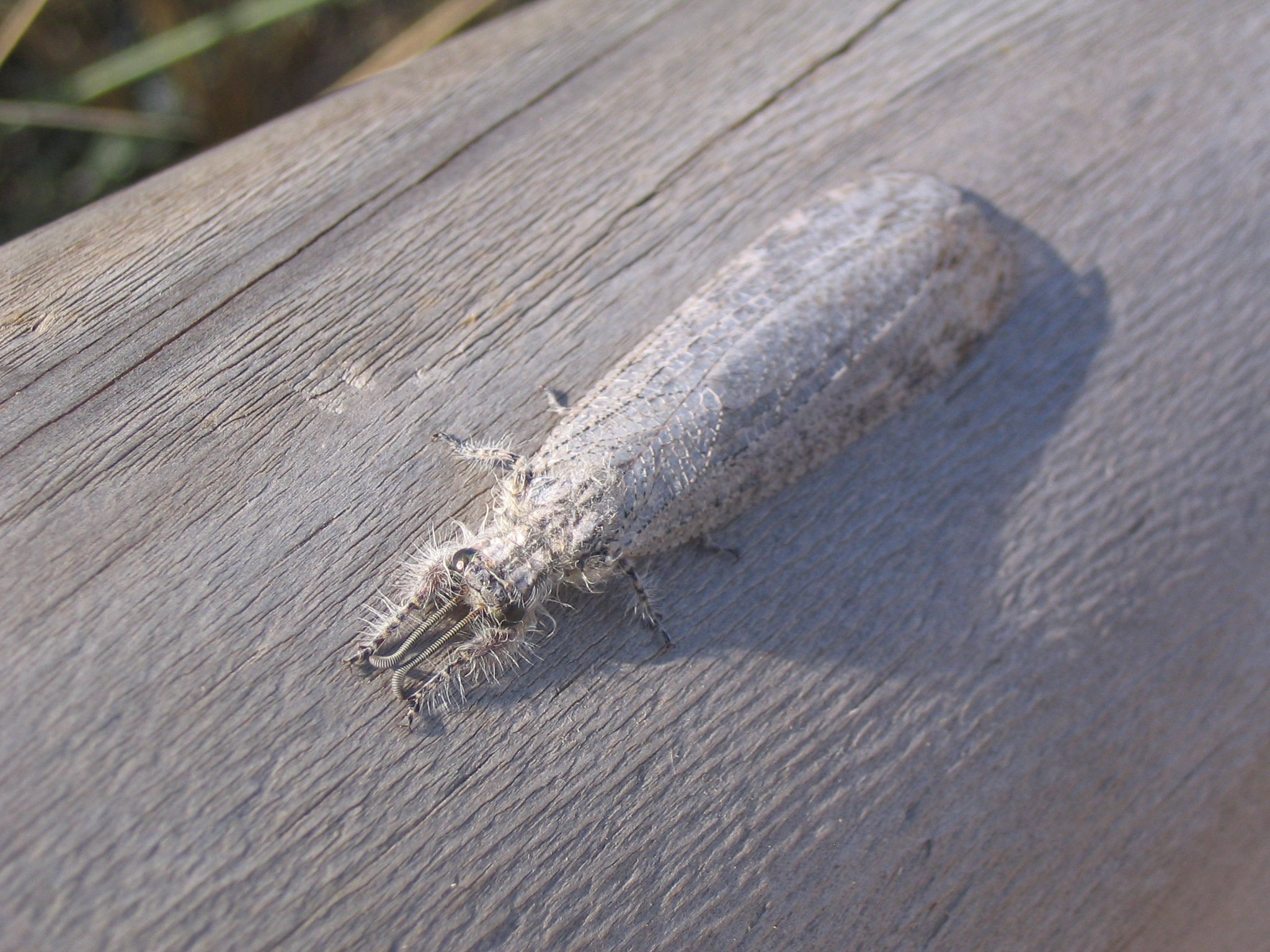
Vella americana
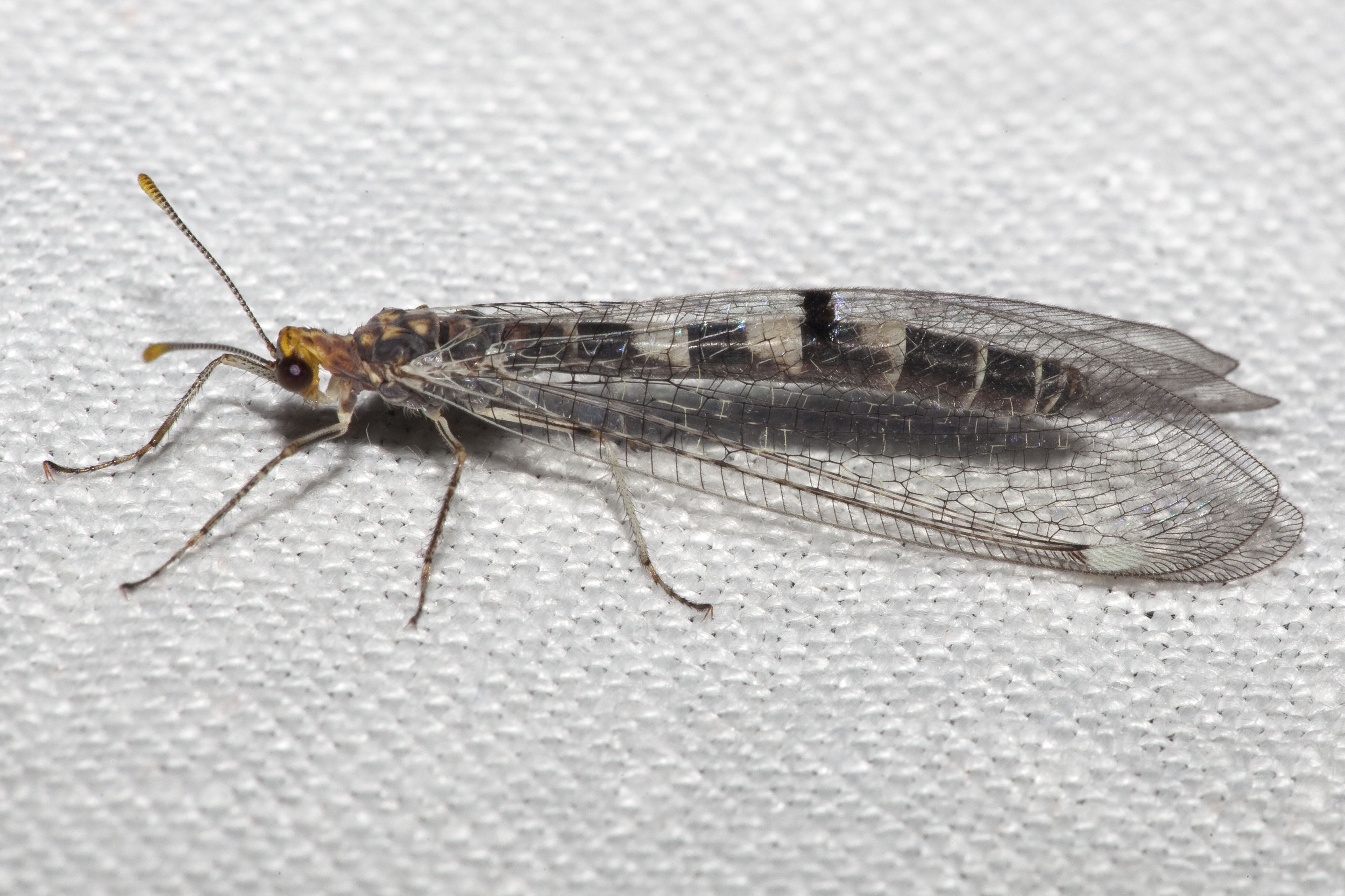
Megistopus flavicornis
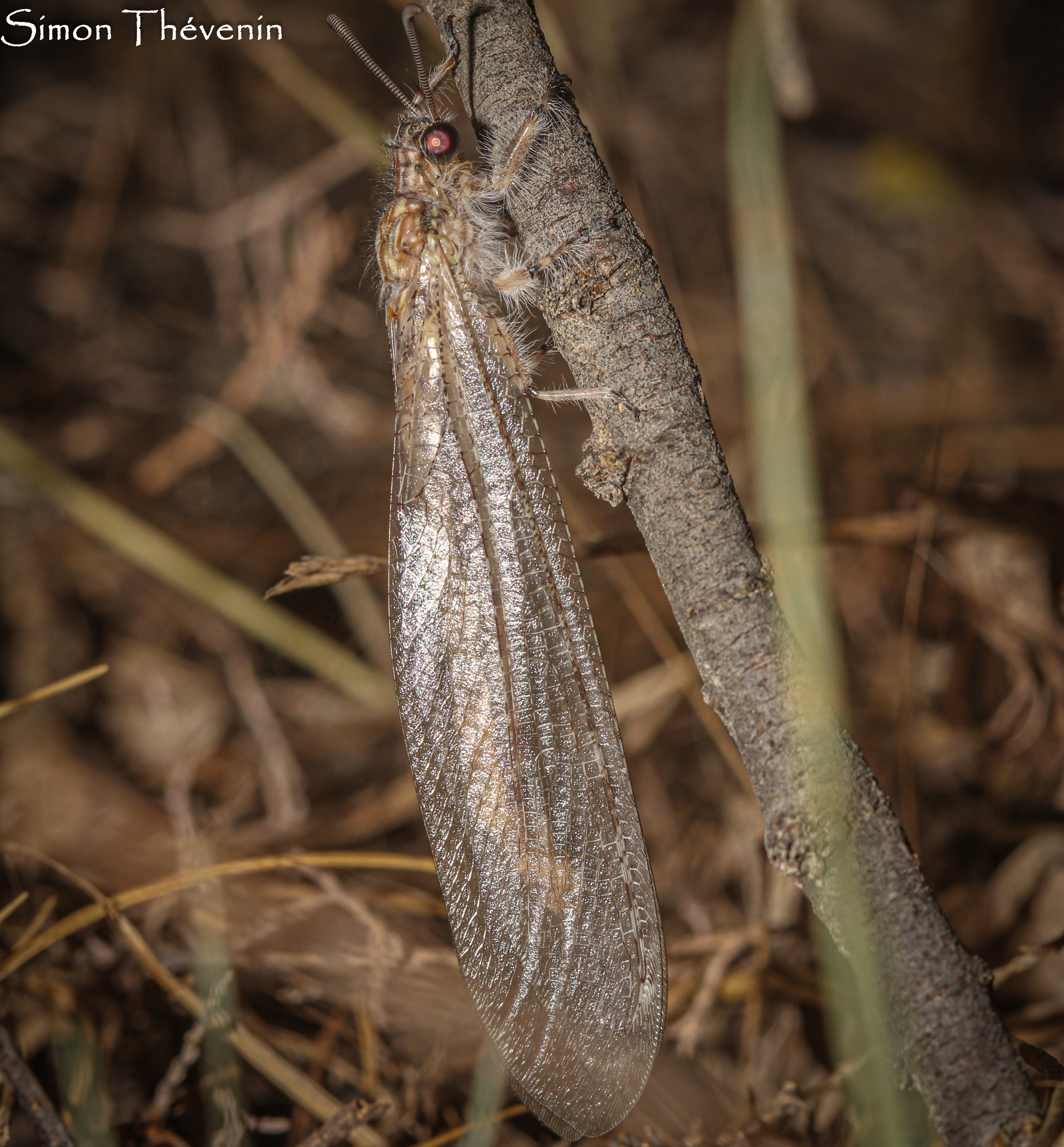
Synclisis baetica

Larves
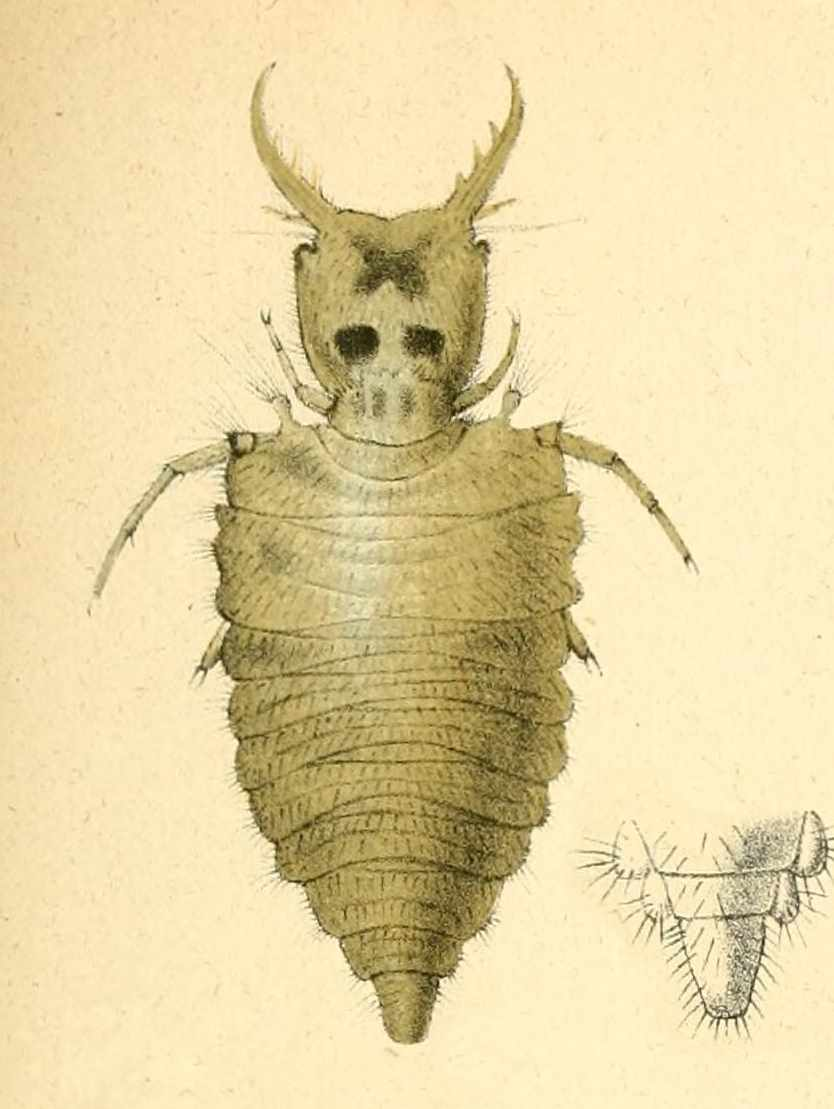
Dendroleon pantherinus
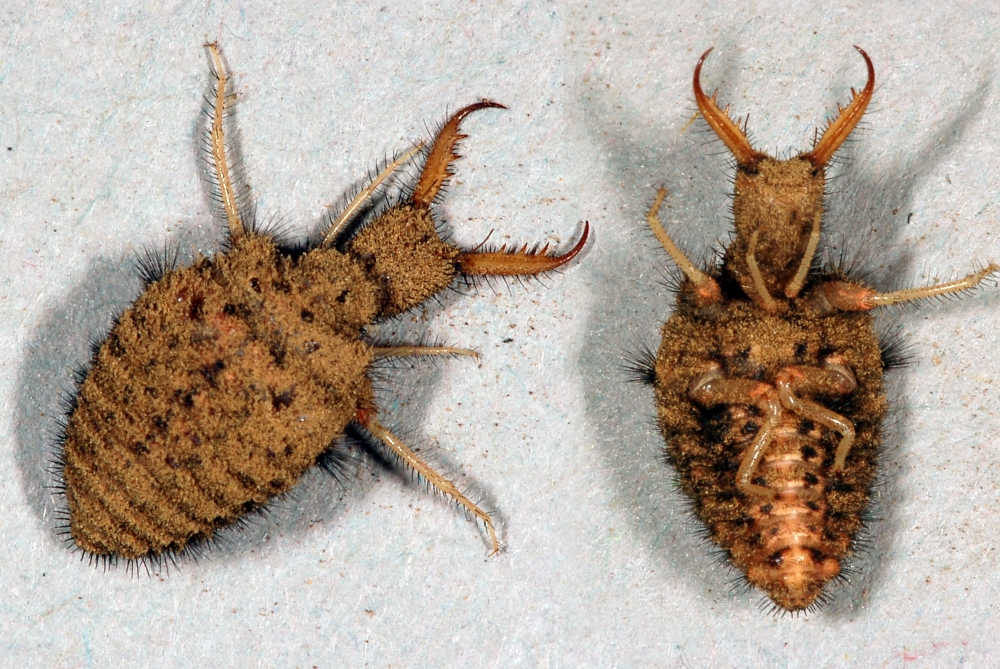
Euroleon nostras
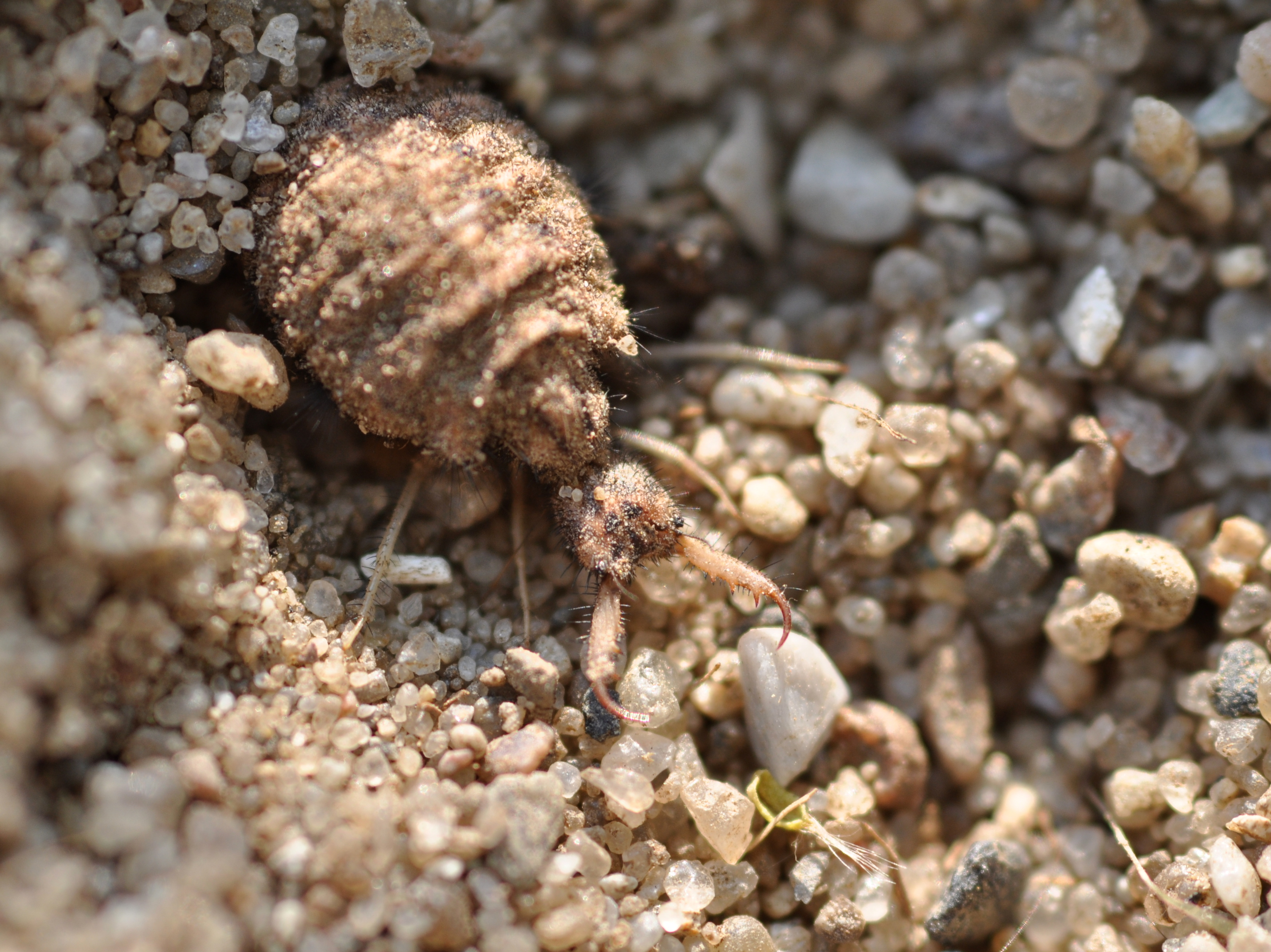
Myrmeleon formicarius

### Prédateur
Les guêpes lasiochalcididae (voir Chalcididae) sont des parasitoïdes de certaines espèces de fourmilions. 

## Les fourmilions et l'Homme
Selon Jean-Baptiste Bory de Saint-Vincent, botaniste voyageur à l'origine de la première description scientifique connue du Formica Leo, un petit cône volcanique adventice du Piton de la Fournaise, cette formation volcanique a été baptisée par le savant réunionnais Joseph Hubert en se référant au fourmi-lion, dont le nom scientifique aurait pu être Formica-leo.

### Science-fiction
Dans la saga Star Wars, dans le film Star Wars, épisode VI : Le Retour du Jedi, l'un des monstres (le Sarlacc) semble être inspiré d'un fourmilion. Un cône gigantesque creusé dans le sable du désert rappelle le cône minuscule qu'une larve de fourmilion crée pour piéger ses proies.

### Roman
Dans le roman de Bernard Werber Les Fourmis, un fourmilion tente d'attraper une fourmi (la vieille 4000e), tandis qu'une jeune fourmi (103683e) essaie de venir à son secours sans être elle-même emportée.
En 1969, Gerald Durrell mentionne également le fourmilion dans son livre Oiseaux, bêtes et grandes personnes (en).
Le fourmi-lion est également mentionné dans le roman Éloges des voyages insensés de Vassili Golovanov.

### Jeux vidéo
Dans la série des Final Fantasy, le fourmilion est un monstre récurrent, qu'on trouve le plus souvent dans les zones sableuses ou désertiques.
Dans Half-life 2, les fourmilions sont des insectes géants que le joueur doit éliminer et qui par la suite deviennent alliés de celui-ci.
Dans Ghouls'n Ghosts, les larves de fourmilions tentent de piéger Arthur dans le niveau 2.
Dans Phantasy Star, la planète Motavia est peuplée de fourmilions (en anglais, ant-lions).
Dans Pokémon, le pokémon Kraknoix et ses évolutions Vibraninf et Libégon sont inspirés du Fourmilion.
Dans Titan Quest, les fourmilions sont des créatures géantes rencontrées dans les déserts.
Dans SimAnt, les larves de fourmilion sont des prédateurs statiques qui dévorent les fourmis qui passent dans le rayon de leur entonnoir. En particulier, si le joueur fait se déplacer sa fourmi près d'un entonnoir, une animation en gros plan montre, en coupe, la larve de fourmilion se repaissant de la fourmi.
Dans Pikmin 3, le boss "Dégeulimace" se comporte comme une larve de fourmilion.
Dans A Link to the Past et A link between world, des larves de fourmilion apparaissent dans le Palais du Désert.
Dans Mario Kart: Double Dash!!, un piège de fourmilion se trouve dans le Désert Sec Sec, avec une plante piranha qui remplace la larve.
Dans Grounded, un jeu de survie où le joueur est un adolescent mesurant quelques millimètres et évoluant dans un jardin devenu gigantesque, le fourmillon est un des nombreux insectes trouvables.

### Animation
Dans le dessin animé japonais Yu-Gi-Oh! 5D's, la carte Piège du Fourmilion permet d'invoquer un fourmilion géant pour effrayer l'adversaire.